# Canon EOS-1D X

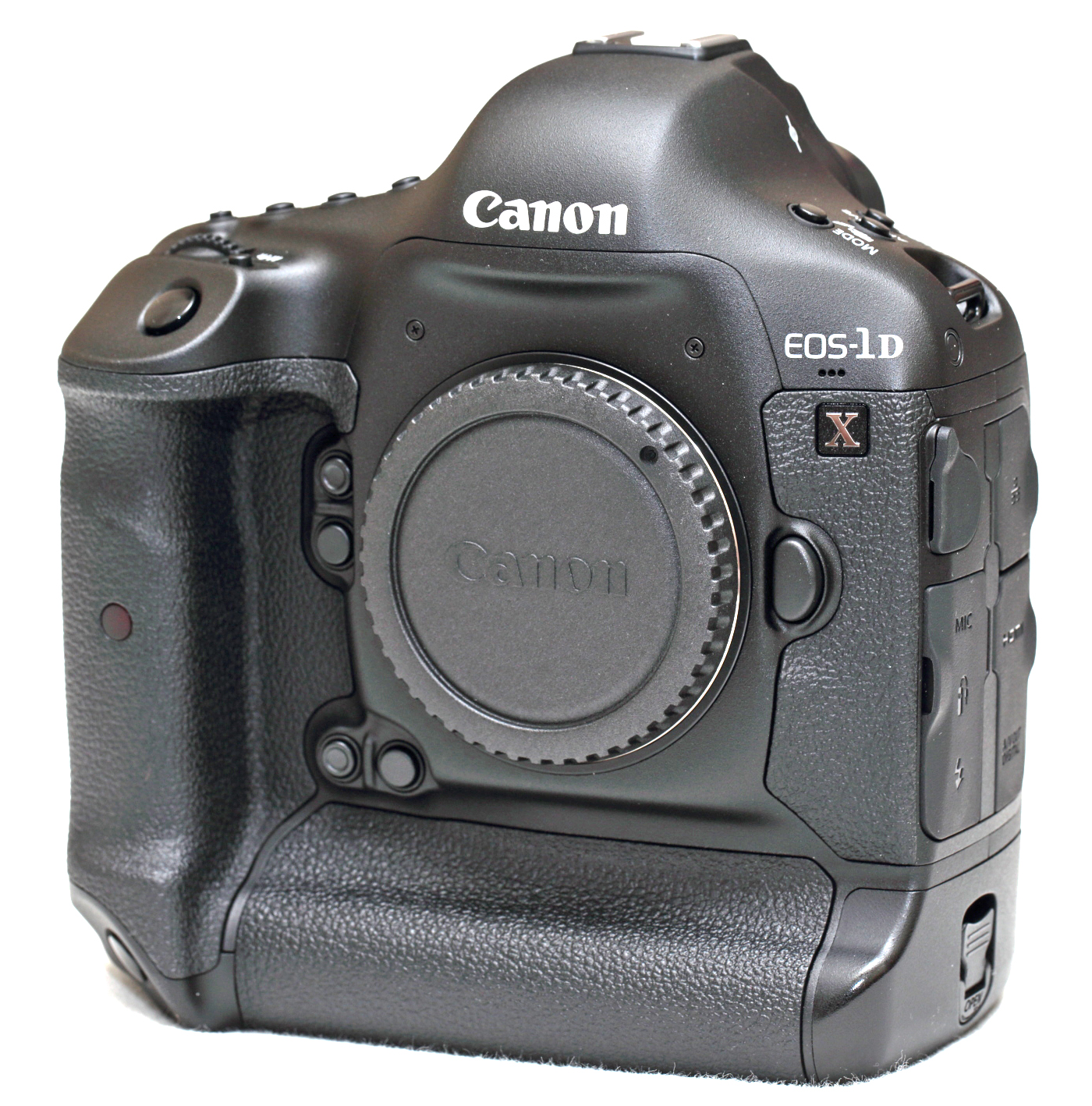
Canon EOS 1D X (Body)

Canon EOS-1D X este o cameră foto profesională SLR digital de la Canon Inc.. Acesta a succedat modelului precedent Canon EOS-1Ds Mark III și Canon EOS-1D Mark IV al companiei. A fost anunțat pe 18 octombrie 2011. 
A fost lansat în martie 2012 cu un preț de vânzare cu amănuntul de 6.799,00 USD (numai Body) și un preț cu amănuntul de £5,299.00 în Regatul Unit.
Camera este completată de Canon EOS-1D C, o cameră orientată spre filme care împărtășește cele mai multe dintre caracteristicile sale fotografice statice cu 1D X. 1D C a fost anunțat în aprilie 2012 și lansat în martie 2013.
În CES (ianuarie) 2014, Canon a lansat versiunea de firmware 2.0.3 cu îmbunătățiri semnificative:
- Selecția inițială a punctului AF și sincronizarea AF cu selecție automată în 61 de puncte
- Comutarea punctului AF în funcție de orientarea camerei
- Performanță îmbunătățită în condiții de lumină scăzută
- Viteza minimă de expunere extinsă în ISO automat

La 1 februarie 2016, Canon a prezentat Canon EOS-1D X Mark II ca succesor al lui EOS-1D X.

## Caracteristici
Canon EOS-1D X este un DSLR full-frame de 18,1 megapixeli efectivi. Camera este capabilă să obțină videoclipuri la rezoluție Full HD (1.920 × 1.080 pixeli) la rate de cadre de 24, 25 și 30 fps sau 720p (1.280 × 720) la 50 sau 60 fps și SDTV (640 × 480) la 25 sau 30 fps. Videoclipul h.264 poate fi comutat între toate cadrele și IPB cu predicție bidirecțională pentru a reduce dimensiunea fișierului. EOS-1D X are două procesoare de imagine DIGIC 5+ pentru citirea și compresia senzorului și un DIGIC 4 separat dedicat expunerii automate. A fost lansat oficial pe 20 iunie 2012. La fel ca Canon EOS 5D Mark III și Canon EOS-1D C, camera are 61 de puncte de focalizare automată, care sunt asistate de un senzor de măsurare de 100.000 de pixeli.
Camera are un interval de setare ISO de la 50 la 204.800 care poate fi selectat automat sau ajustat manual. La fel ca toate camerele Canon DSLR full frame, 1D X nu are bliț încorporat. Aparatul foto poate filma 14 cadre pe secundă în JPEG (cu oglinda blocată, fără focalizare automată) și 12 cadre pe secundă în format RAW, JPEG, RAW+JPEG, cu focalizare automată completă și corectare a aberațiilor obiectivului. Potrivit Canon, rata maximă de fotografiere este redusă la 10 ips la setări ISO de 32.000 și mai mari. Vizorul camerei are o mărire estimată de 0,76x și un câmp vizual de 100%.
Camera poate fi operată de la distanță cu un transmițător de fișiere fără fir Canon WFT-E6A, permițând unui dispozitiv extern compatibil web să controleze camera. Unitatea de transmițător de fișiere wireless WFT-E6A permite, de asemenea, Bluetooth v2.1 +EDR, pentru a încorpora datele de locație GPS în fișiere. EOS-1D X oferă, de asemenea, rezistență la praf și intemperii. Canon EOS-1D X și EOS-1D C au patru butoane de funcții personalizabile în partea din față a camerei, două care pot fi folosite pentru fotografierea verticală și două pentru fotografierea orizontală.

## Accesorii
Potrivit site-ului web Canon, modelul EOS-1D X este echipat cu:
- Corp SLR digital EOS-1D X
- Ocular vizor
- Pachet baterie LP-E4N
- Încărcător baterie LC-E4N
- Curea lată pentru gât L7
- Protector cablu
- Cablu AV stereo AVC-DC400ST
- Cablu de interfață USB IFC-200U

## Defecte cunoscute
Canon a emis un aviz de produs care indică faptul că lubrifierea insuficientă în mecanismul de antrenare al camerei poate duce la uzură excesivă, ceea ce poate duce la eșecul focalizării automate și imaginea vizorului devenind „neclară” sau „nestabilită”. Toate corpurile vândute cu problema sunt eligibile pentru inspecție și reparație gratuită. Canon nu a emis o rechemare pentru anumite modele EOS-1D X și EOS-1D C care au această problemă. Sunt afectate doar anumite modele.